# Arno Ertner
Arno Ertner (* 3. April 1904 in Luckenwalde; † 15. Februar 1943 im KZ Dachau) war ein deutscher römisch-katholischer Ingenieur und Märtyrer.

## Leben
Arno Ertner wuchs als Kind schlesischer Eltern südlich von Berlin in Luckenwalde auf. Er besuchte die Ingenieurschule in Eberswalde und war ab 1934 in der Norddeutschen Maschinenfabrik Luckenwalde tätig. Während des Zweiten Weltkriegs war Luckenwalde, in dessen Nähe sich das Stammlager III A befand, Ort verschiedener lokaler Widerstandsgruppen gegen den Nationalsozialismus, so auch innerhalb der katholischen Pfarrgemeinde St. Joseph, in der Ertner Vorsitzender des katholischen Männervereins war. Seine Ehefrau, Mutter von fünf Kindern, unterhielt eine Lichtpauserei zur Vervielfältigung von Schriften, in der Hirtenbriefe von Clemens August Graf von Galen zur Weiterverteilung abgezogen wurden.
Aufgrund einer Denunziation wurde Ertner am 6. Dezember 1941 von der Gestapo verhaftet und kam am 11. Dezember in das KZ Sachsenhausen (Häftling Nr. 40.417). Zwischen dem 15. und dem 29. November 1942 kam er in das KZ Dachau (Häftling Nr. 40.574, Block 8) und arbeitete dort für die Firma „Präfix-Schraubenfabrik“. Er starb am 15. Februar 1943 im Alter von 38 Jahren an Typhus.

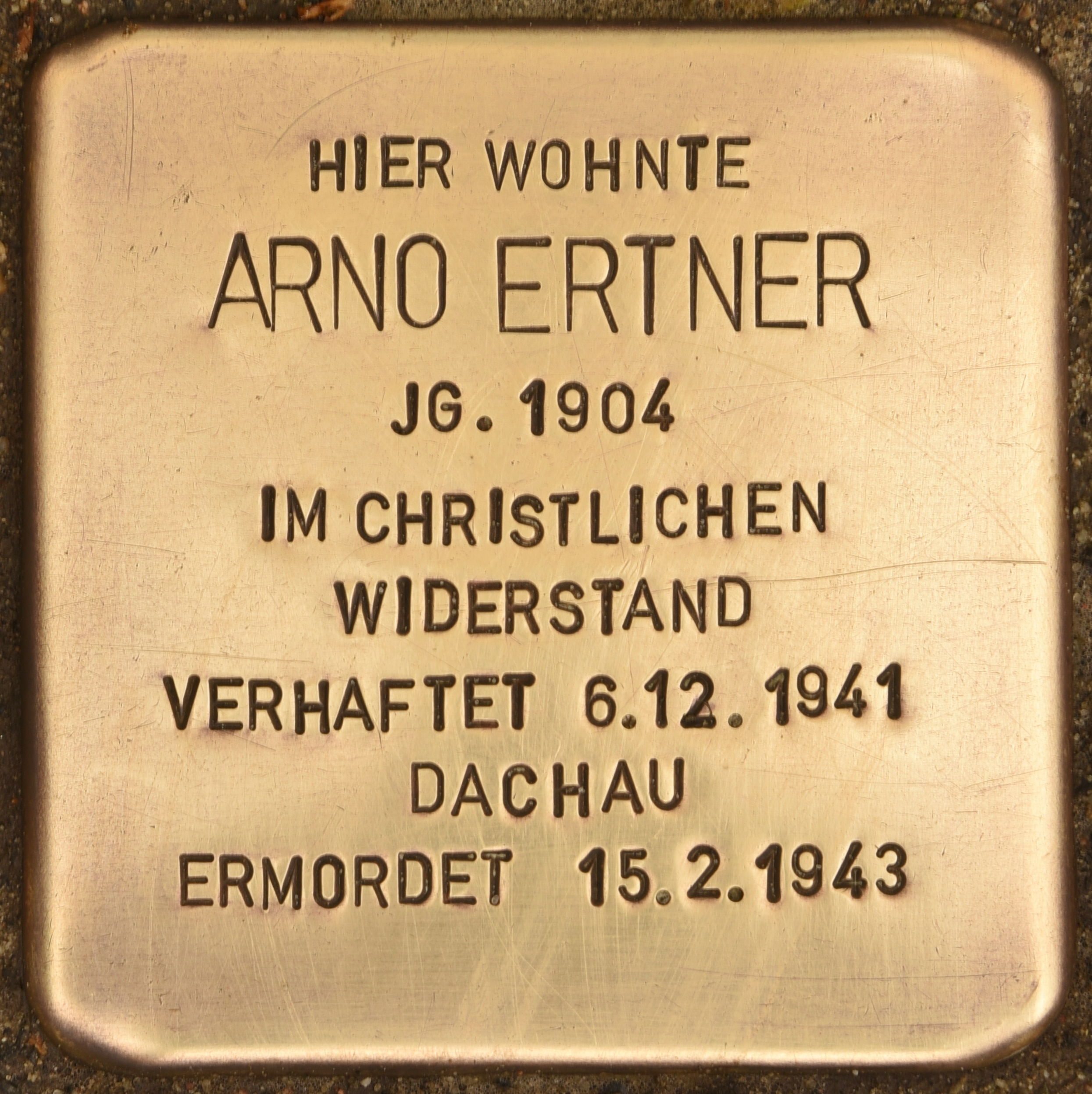
Stolperstein für Arno Ertner in Luckenwalde

## Gedenken
Die Römisch-katholische Kirche in Deutschland hat Arno Ertner als Märtyrer aus der Zeit des Nationalsozialismus in das deutsche Martyrologium des 20. Jahrhunderts aufgenommen. 2014 wurde in Luckenwalde, Dahmer Straße 28, ein Stolperstein für ihn verlegt.